# سیارک ۱۷۸۴۴
سیارک ۱۷۸۴۴ (به انگلیسی: 17844 Judson، نامگذاری:1998HM100) هفده هزار و هشتصد و چهل و چهارمین سیارک کشف شده‌است که در ۲۱ آوریل ۱۹۹۸ کشف شد.
قدر مطلق سیارک برابر ۲۰.۴ است.